# J. E. H. MacDonald
J.E.H. MacDonald, né James Edward Hervey MacDonald le 12 mai 1873 à Durham, en Angleterre, et mort le 26 novembre 1932 à Toronto, est un peintre canadien, membre fondateur du célèbre Groupe des Sept.

## Biographie
Né en Angleterre, J.E.H. MacDonald émigre au Canada en 1887, à l'âge de 14 ans, avec sa mère anglaise et son père canadien. La famille s'installe à Hamilton, en Ontario. Il amorce cette même année sa première formation en tant qu'artiste à l'École d'art de Hamilton. En 1889, la famille déménage à Toronto, et le jeune MacDonald y étudie l'art commercial et poursuit sa formation à l'Ontario School of Art dans les classes de George Agnew Reid et de William Cruikshank. Il devient également un membre actif du Toronto Art Student League.
En 1895, MacDonald accepte un poste de designer chez Grip Ltd., une importante firme d'art commercial, où il perfectionne et met à l'épreuve ses qualités de graphiste. Encouragé par ses collègues il développe en parallèle son intérêt pour la peinture à l'huile. En 1899, MacDonald épouse Joan Lavis, et deux ans plus tard, le couple a un fils, Thoreau. MacDonald travaille chez Grip Ltd. jusqu'en 1903, puis à Londres de 1903 à 1907, avant de revenir et chez Grip Ltd. en 1907.
En 1911, Lawren Harris persuade MacDonald de devenir un peintre professionnel et de se consacrer à son art à plein temps. L'année suivante, les deux peintres organisent leur première exposition en commun.
En janvier 1913, ils se rendent à la Galerie d'art Albright-Knox de Buffalo, dans l'État de New York, pour visiter une exposition de peintres paysagistes impressionnistes de la Scandinavie. Ils sont frappés par la facture des œuvres et leur thème récurrent de la nature nordique. Cette exposition aura une influence durable et déterminante sur leur art. De retour à Toronto, au printemps, MacDonald écrit à A. Y. Jackson, qui réside à Montréal, pour l'inviter à venir à Toronto, ce qui se concrétise en mai. Pendant les années suivantes, MacDonald et ses amis développent une approche postimpressionniste, influencée par Van Gogh, du paysage canadien, ce qui crée des remous dans le milieu de l'art académique canadien. MacDonald et ses amis sont alors fréquemment attaqués dans la presse.
À l'automne 1918, MacDonald, Harris et quelques amis se rendent dans le district d'Algoma, au Nord du Lac Supérieur, pour y explorer la nature sauvage et exécuter sur place de nombreux croquis. Avec des amis, MacDonald retourne plusieurs automnes de suite dans cette région ontarienne et tire de ses expéditions plusieurs de ses tableaux les plus célèbres, notamment The Solemn Land (1921).
En 1920, MacDonald est l'un des membres fondateurs du Groupe des Sept, qui se consacre à reproduire, grâce à une facture moderne, le paysage canadien.
À partir de l'été 1924, MacDonald entreprend chaque année de se rendre dans les Rocheuses canadiennes pour peindre des paysages montagneux de la région. À partir de cette époque, il entre souvent en conflit avec les plus jeunes membres du Groupe des Sept qui adoptent de plus en plus dans l'abstraction comme esthétique picturale de représentation de la nature.
Dès 1922, il accepte un poste d'enseignant à temps plein à l'Ontario College of Art et, à de 1928 à sa mort, il devient le directeur de l'institution, ce qui l'oblige à délaisser ses pinceaux pendant plusieurs mois chaque année.
Victime d'une attaque cardiaque au début de 1931, il passe l'été en convalescence à la Barbade. Il meurt à Toronto en novembre 1932, à l'âge de 59 ans.
Ses confrères le décrivent comme un garçon roux calme, de stature frêle, avec l'air rêveur d'un poète et d'un philosophe : « un romantique ». Parmi ses œuvres les plus accomplies sont restés célèbres ses nombreux paysages accidentés de la région d'Algoma, en Ontario.
MacDonald est également un écrivain. Un volume de sa poésie, intitulé Ouest-Est, est publié à titre posthume.

## Œuvres
Liste partielle
- By the River, Early Spring (1911)
- Tracks and Traffic (1912)
- Thomsons Rapids, Magnetawan River (1912)
- Early Evening Winter (1912)
- The Lonely North (1913)
- A Rapid in the North (1913)
- Winter Sunshine (1914)
- March Evening Northland (1914)
- Laurentian Hillside, October (1914)
- Logs on the Gatineau (1915)
- The Supply Boat (1915–16)
- The Tangled Garden (1916)
- Autumn Colour Rock and Maple (1916)
- The Little Falls Sketch (1918)
- Autumn Algoma (1918)
- A Sandy Beach, Lake Ontario (1918)
- The Wild River (1919)
- The Little Falls (1919)
- The Beaver Dam (1919)
- Leaves in the Brook (1919)
- Beaver Dam and Birches (1919)
- Falls, Montreal River (1920)
- Batchawana Rapid (1920)
- Algoma Waterfall (1920)
- The Solemn Land (1921)
- Forest Wilderness (1921)
- Windy Day, Little Turtle Lake (1922)
- The Lake October Evening (1922)
- Rowanberries Algoma (1922)
- October Shower Gleam (1922)
- Mist Fantasy, Sand River Algoma (c. 1922)
- Lake and Mountains (1924)
- Lake McArthur (1924)
- Lake McArthur, Lake O'Hara Camp (1924)
- Rain, Lake O'Hara Camp (1924)
- Rain in the Mountains (1924–25)
- Rain, Wiwaxy Peaks, Lake O'Hara (1924–25)
- A Glacier lake (1925)
- Lake McArthur (1925)
- Mount Goodsir from Odaray Bench (1925)
- Mount Goodsir, Yoho Park (1925)
- Valley from McArthur Lake, Rocky Mountains (1925)
- Lodge Interior, Lake O'Hara (c. 1925)
- Early Morning, Rocky Mountains (1926)
- Morning, Lake O'Hara (1926)
- Lake O'Hara, Cloudy Weather (1926)
- Snow, Lake O'Hara (1926)
- Lake O'Hara (1927)
- Cathedral Mountain (1927)
- Lake Oesa (1927)
- Snow, Lake O'Hara (1927)
- Lake O'Hara (1928)
- Lake O'Hara, Rainy Weather (1928)
- Distant Mountain from Divide, Near Hector, BC (1928)
- The Front of Winter (1928)
- Lichened Rocks, Mountain Majesty (1928)
- Lake Oesa and Mount Lefroy (c. 1928)
- Poplars and Mountain Slopes (1929)
- Cathedral Mountain from Opabin Pass (1929)
- Early Morning, Lake O'Hara and Mount Lefroy (1929)
- Tamarack, Lake O'Hara (1929)
- Larches and Mount Schaffer (1929)
- September Snow on Mount Schaffer (1929)
- Larch and Lake, Mary's Meadow, Opabin Pass (1929)
- Larch Trees (c. 1929)
- Mount Odaray (1930)
- Lichen Covered Shale Slabs (1930)
- Mountain Cabin, Lake O'Hara (1930)
- Mountain Goat Land, Lake O'Hara (1930)
- Clouds over Lake O'Hara (1930)
- Dark Autumn, Rocky Mountains (1930)
- Hazy Day Odaray (c. 1930)
- Clearing Weather, Sherbrooke Lake (c. 1930)
- Snow in the Mountains (c. 1930)
- Morning Light, Rocky Mountains (1931)
- Northland Hilltop (1931)
- Mountain Snowfall Lake Oesa (1932)
- Goat Range Rocky Mountains (1932)
- Mount Lefroy (1932)
- Mountain Solitude, Lake Oesa (1932)

## Galerie

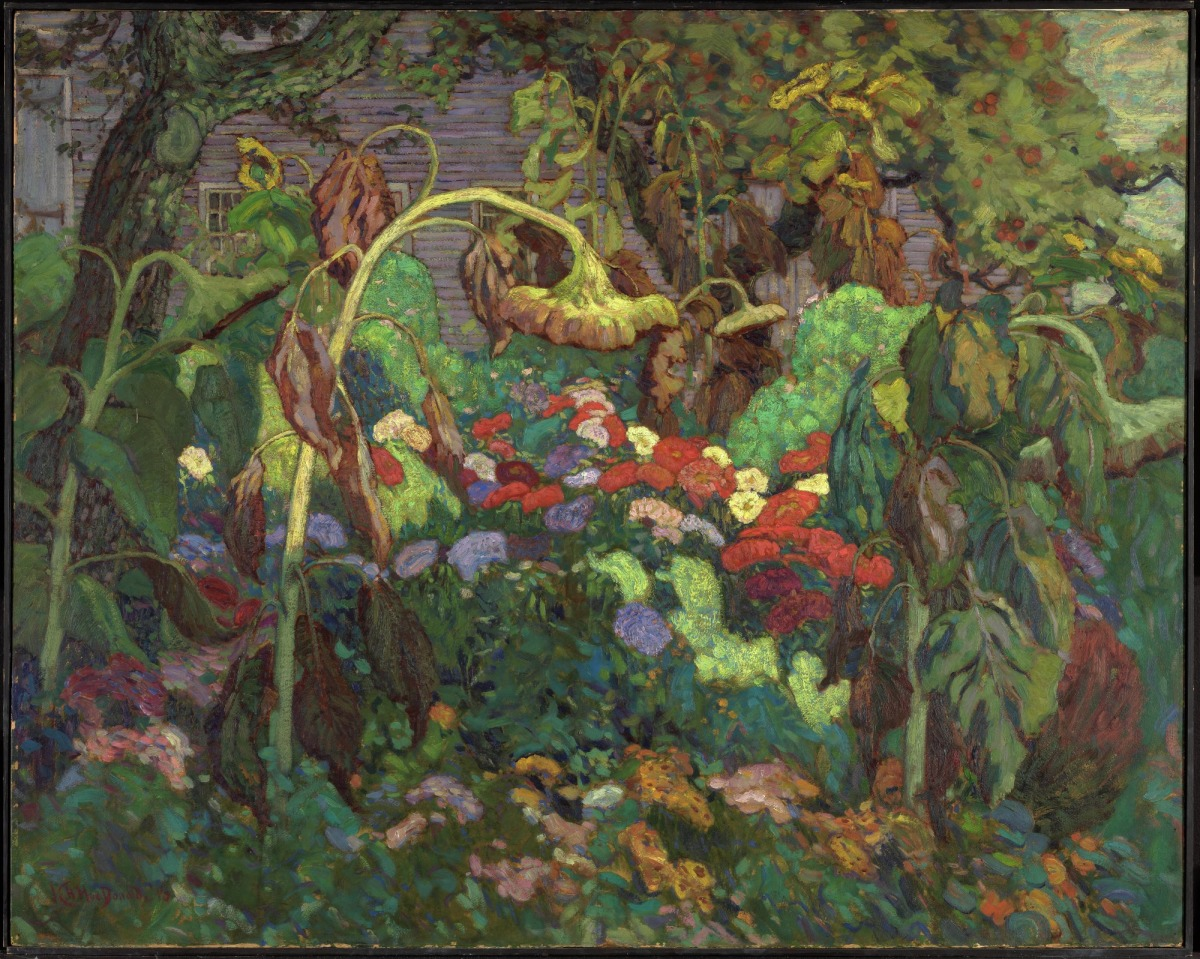
The Tangled Garden, 1916, Musée des beaux-arts du Canada, Ottawa
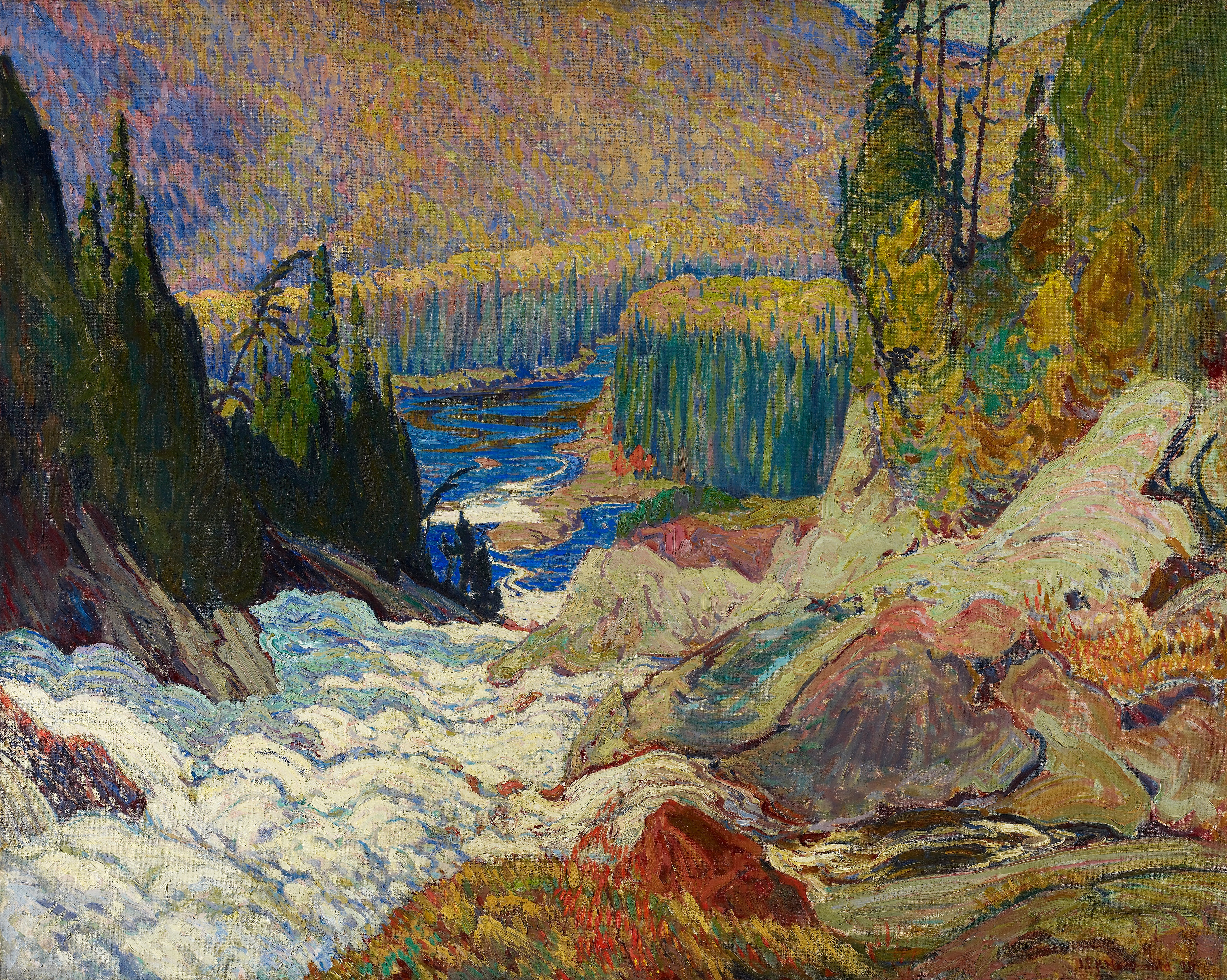
Falls, Montreal River, 1920, Musée des beaux-arts de l'Ontario, Toronto
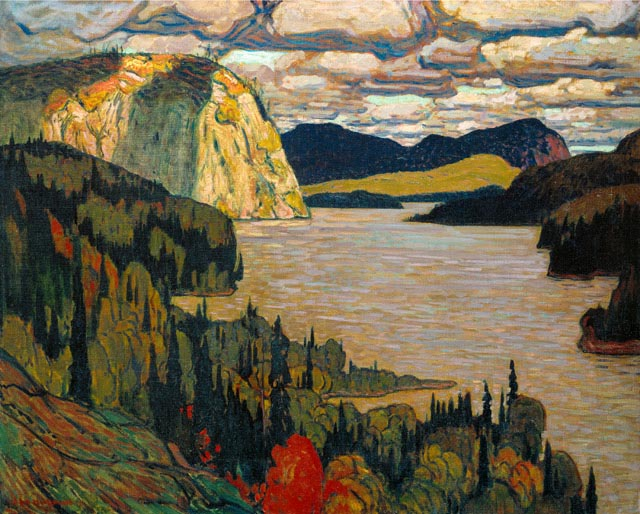
The Solemn Land, 1921, Musée des beaux-arts du Canada, Ottawa
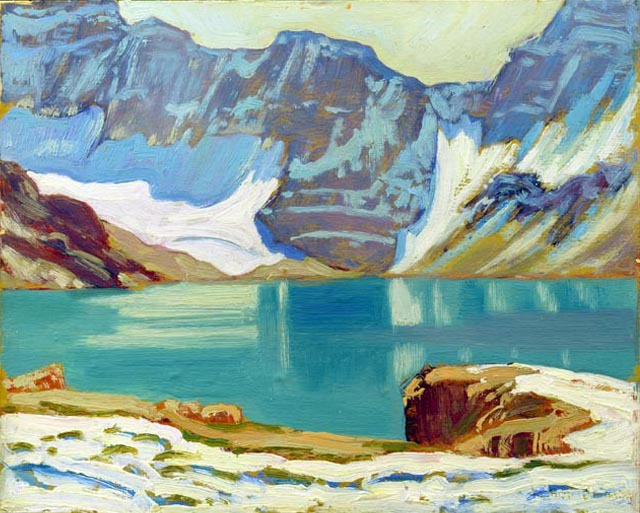
Lake McArthur, Yoho Park, 1924, Musée des beaux-arts du Canada, Ottawa

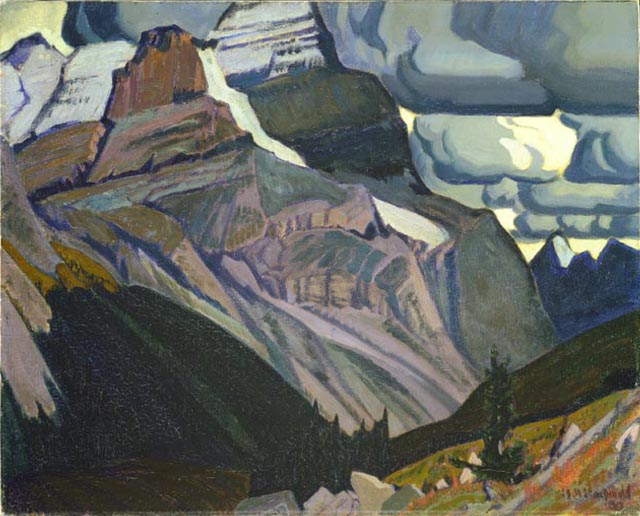
Dark Autumn, Rocky Mountains, 1930, Musée des beaux-arts du Canada, Ottawa
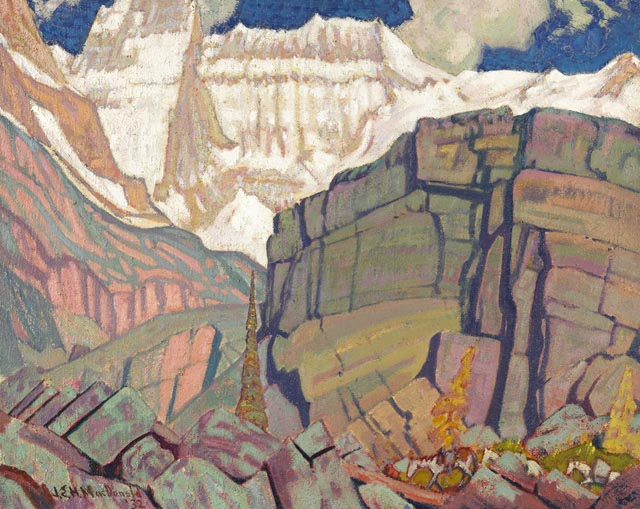
Mount Lefroy, 1932, Musée des beaux-arts du Canada, Ottawa
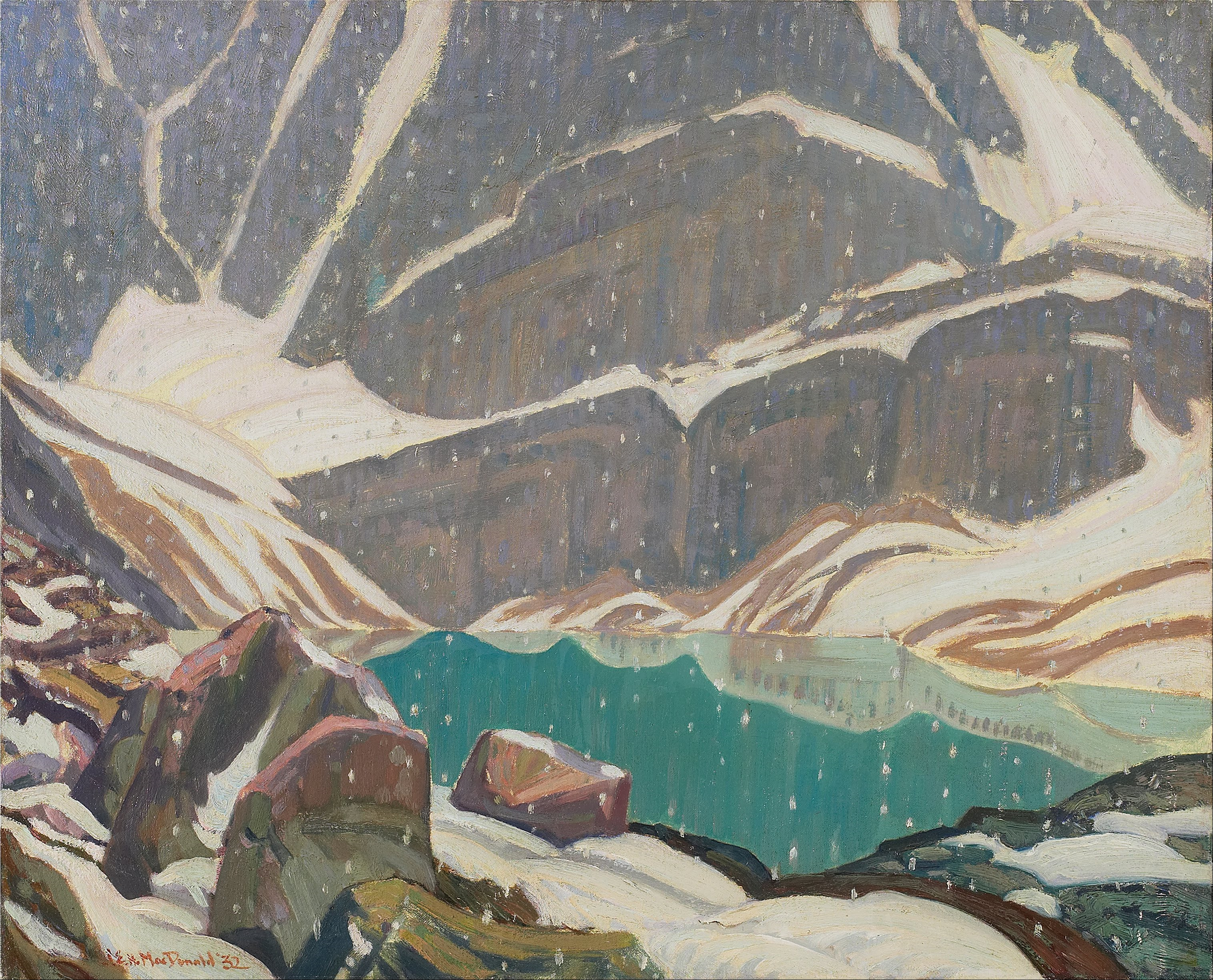
Mountain Solitude (Lake Oesa), 1932 Musée des beaux-arts de l'Ontario, Toronto